# القلة (ولاية برج بوعريريج)
بلدية القلة هي بلدية تابعة لولاية برج بوعريريج، بالجزائر، تكتب بالبربرية ثيفيناغ ⵛⵄⵓⵍⴰ، وتبعد عن عاصمة الولاية بحوالي 45 كلم مرتبطة بالطريق الولائي رقم 43 و44، والطريق الوطنية رقم 106 في نقطة ثنية النصر، تقع في الجهة الشمالية على سلسلة جبال البيبان ومن بلدياتها الرئيسية، يحدها شمالا: بلدية جعافرة، غربا: بلدية ثنية النصر، شرقا: بلدية تفرق وبلدية جعافرة، وجنوبا: بلدية حسناوة وبلدية مجانة. تعرف هاته البلدية بغاباتها الكثيفة وأراضيها الجبلية الوعرة وكذلك بحقول الزيتون، وتشتهر أيضا بمقاومتها الباسلة إبان الثورة التحريرية ومنطقة بداية ثورة المقرانيين وشهدت أكبر معركة ابان الثورة الشعبية النوفمبرية باكبر معركة في فيفري 1958إضافة إلى مناظرها الجميلة والخلابة. أما سكان البلدية فهم من القبائل، أمازيغي اللسان بحكم أنها تنتمي إلى القبائل الصغرى التي بدورها هي امتداد للقبائل الكبرى وتنقسم إلى عدة قرى واحياء كبيرة وهي:
- ثيزديكث مقر البلدية (حديثة النشأة)
- تزلامت
- أزرو (الساطور) أو ازرو جيذر أو بالعربية حجر النسر أو حجر مجانة

- القلة تيجت (قرية ايزاذارن)
- تيغرمت
- بوعياش
- أقني
- أمدوح
- ثوكال
- إفرسن

## أصل التسمية
فيما يخص تسمية القلة قد يرجع إلى صفة الارتفاع (قلة مفرد قلل والقلل هي القمم) اسمها مرتبط بكونها تشبه القلة والاناء ولاحتوائها على كميات معتبرة من الماء حيت تمول البلديات الأخرى. وسميت ببلدية القلة نسبة إلى اقدم قرية بها وهي قرية " القلة ثيجت"
تسمية تيجت هي نسبة إلى شجر الإيج أو شجرة تيجت (بالمؤنث) وهي نوع من البطم الاطلسي المنتشر في شمال افريقيا.
واصل التسمية مشتق من كلمة بربرية لقلول أي الاواني وقلة انية أو قلة ماء كما تعني قلل الجبال أي تلول أو بلاد التلول كما سمها ابن خلدون والقلة مركز التلول والقلال وهي الكولاسين أو المدينة التاريخية قلية التي تكلم عليها في تحديد مسار المدن الهامة من سيرتا قسنطينة إلى القيصرية شرشال من طرف الإمبراطور انتونين CELLAS ou COLLAS من كولاس نحو مقرة 
وقد ترجمها الرومان من قلة إلى امفورة وهي المدينة القديمة وعاصمة موريطانيا السطايفية كما تعني تلول وقلل الجبال لكون قراها ومدينتهم مبنية فوق التلول أو القلال وتنطق كولالسين اوكولينا colinns 
وقد شهدت عدة حروب التحرير منها 
حرب يوغرطا بمعركة مشهورة معركة قمور 
حرب افريقيا ومعركة ازروا سنة 1847 حسب جريدة الصادرة سنة 1853 pays 
قلة صرايا أو سريغا منطقة بداية ثورة المقرانيين في ازروا ساطور في ربيع 1871حسب مذكرات شايرون صرايا كلمة بربرية معناه قصور أو قصر 
وتشتهر القلة 
بجبالها الصخرية الساحرة منها 
- صخرة الجامع امقران

- صخور اخربان
- صخرة ثقصبث (القصبة)

كما تشتهر بمغارات جميلة منها 
- مغارة ايفري وذرار

- مناجم بوحمدون

وتعرف كذلك بعدة منابع مائية منها: 
- عين احمام
- عين ثمريشث
- عين اشرشور

- عين اخف لعينصر

- عين ثيغزيرث حديثا